# Альборн, Аня
Аня Альборн (пол. Ania Ahlborn) — польско-американская писательница ужасов, чей самостоятельно изданный дебютный роман «Семя» занял первое место в списке самых продаваемых романов ужасов на Amazon в 2011 году. Она является автором нескольких романов, повестей и рассказов в жанре ужасов.

## Биография
Альборн родилась в Цехануве, Польша. Она получила степень по английскому языку в Университете Нью-Мексико. Альборн замужем и проживает в Альбукерке, штат Нью-Мексико.

## Литературная карьера
Она пишет ужасы-триллеры и издавала их самостоятельно до того, как у неё появилось юридическое представительство. В настоящее время произведения Альборн выпускаются издательством Simon & Schuster. Её романы были номинированы на премию «Роман года» журнала This is Horror в 2015 и 2017 годах за «Брат» и «Прокравшийся дьявол» соответственно. Её книги переведены на немецкий язык.
Права на экранизацию её первого романа были приобретены Amazon Studios в 2012 году, но адаптация так и не была выпущена.

### Романы
- Seed (2012)
- The Neighbors (2012)
- The Shuddering (2013)
- The Bird Eater (2014)
- Within These Walls (2015)
- Brother (2015)
- The Devil Crept In (2017)
- If You See Her (2019)
- Dark Across the Bay (2021)
- Good And Joyful Things (2024)[9]

### Новеллы
- The Pretty Ones (2015)
- I Call Upon Thee (2017)
- Palmetto (2021)

### Рассказы
- "The Governess" (2019) (в антологии Other Voices, Other Tombs)
- "The Debt" (2019) (в антологии Hex Life: Wicked New Tales of Witchery)

### Сборник
- Apart in the Dark (2018) (включает The Pretty Ones и I Call Upon Thee)